# ولسوالی تگاب
ولسوالی تگاب یکی از ولسوالی‌های ۲۸گانه ولایت بدخشان می‌باشد؛ که به فاصله ۱۴۰ کیلومتری بطرف جنوب شهر فیض آباد موقعیت دارد. این ولسوالی در سال ۱۳۷۳ خورشیدی نظر به تقاضای مردم محل؛ سعی و تلاش داکتر عزیز احمد بارز و سید جمال الدین شهیم بحیث واحد اداری مستقل شامل تشکیلات دولت مرکزی گردید مرکز ولسوالی (شهرک دشت قعله دهنه) است. مساحت آن ۱۵۰۰ کیلومتر مربع بوده این ولسوالی با ولسوالی فرخار ولایت تخار، یمگان؛ تیشکان وکشم در ولایت بدخشان مرز مشترک دارد.
باشندگان این شهرستان را عمدتاً تاجیکان و اقلیت‌های عرب وگجر تشکیل می‌دهند و به زبان فارسی دری حرف می‌زنند. مردم این شهرستان مسلمان و اهل سنت‌اند.

## مردم
اقوام ساکن شهرستان تگاب عبارتند از تاجکها (۷۲٪)، عرب‌ها (۱٪) و (گجر) (۲۷٪).
نفوس مجموعی این والسوالی حدود ۴۰۰۰۰ نفر می‌باشد.
این بخشداری با قرار گرفتن در مسیر بخشداری فرخار ولایت تخار و بخشداری یمگان ولایت بدخشان، از مسیرهای عمده راه ابریشم قدیم بوده و راه بدخشان (پامیر-سین کینانگ) را به قطغن و کابل وصل می‌نماید.

## وضعیت اقتصادی
عموماً مردم تگاب به دام پروری و کشاورزی مشغول اند وضعیت اقتصادی اکثریت مردم زیر خط صفر قرار دارد، مردم به برق سراسری،انترنیت؛ تلفن سراسری، جاده آسفالت شده، مکتب و بیمارستان معیاری دسترسی ندارند.
حاصلات عمده کشاورزی این ناحیه را گندم، جو، جواری، باقلی، ارزن، برنج، کنجد، آفتاب گردان و.. حبوبات تشکیل می‌دهد انواع میوه‌های دارای طعم فوق‌العاده درین ناحیه در بهار و تابستان قابل دست رسی است، توت، سیب وناک این ناحیه شهرت خاص دارد، توجه مردم درین اواخر نسبت به غرس درختان میوه‌ای جهت رشد فراوردهای زراعتی بیشتر شده‌است و می‌توان نقش جوانان را در ایجاد این پدیده بارز تلقی نمود.
باغ ملی تگاب با حمایت مالی مؤسسه خیریه ناروی (NCA) به همکاری یک مؤسسه محلی و تلاش‌های الحاج سلطان محمد آورنگ نماینده دوره پانزده پارلمان به ثمر رسید و با پیگری‌های دکتر نیلوفر ابراهیمی نماینده فعلی مردم این شهرستان در پارلمان و مردم محل بحیث پارگ ملی و دولتی ثبت شد.
راه عمومی این بخشداری آسفالت نبوده و فاصله ۳۵ کیلومتری (کشم-تگاب) دو ساعت وقت را می‌گیرد.
بنابر نبود خدمات صحی معیاری، روزانه تعدای از مردم به ویژه مادران و اطفال در اثر نبود بیمارستان و وقایه طبی جان می‌دهند. دولت تاکنون هیچ برنامه به منظور راه‌اندازی بیمارستان نیز ارائه نکرده‌است.
تعدادی از مردم پروژه‌های برق آبی کوچک را راه‌اندازی نموده‌اند.

## روستاهای عمده
وفدره، عاشقان، دوآبی، عارفان، سری تل، کرستده، شائیسته، وای وچ، فرمان قلی، شهرک قلعه دهنه مرکز شهرستان، شهید کان، دهن غیلان، غیلان ،سبزدره، میرکان، تگاب خمبک، پلیران، خمبک بالا، محله هزاره، آسیابک، عاجل، رباط کوری، کوری آب بالا، چهارباغ، کتو، چاکران، نوآباد، دوآبی، رباط کتو بالا، کفترخانه، ارغنجخواه، شکردره، اولیگه و ده‌ها دهکده کوچک.